# Гедвига Датская
Гедви́га Да́тская (дат. Hedevig af Danmark, нем. Hedwig von Dänemark; 5 августа 1581, Хиллерёд, Королевство Дания — 26 ноября 1641, Преттин, Курфюршество Саксония) — принцесса из дома Ольденбургов, дочь короля Дании и Норвегии Фредерика II. Жена курфюрста Кристиана II; в замужестве — курфюрстина Саксонии.
Член Добродетельного общества под номером шестьдесят пять с псевдонимом «Великая деятельница». Меценат и коллекционер.

## Семья и ранние годы
Родилась в замке Фредериксборг в Хиллерёде 5 августа 1581 года. Она была седьмым ребёнком и четвёртой дочерью короля Дании и Норвегии Фредерика II и Софии Мекленбург-Гюстровской, принцессы из Мекленбургского дома. По отцовской линии приходилась внучкой королю Дании и Норвегии Кристиану III и Доротее Саксен-Лауэнбургской, принцессе из дома Асканиев. По материнской линии была внучкой герцога Мекленбург-Гюстрова Ульриха III и Елизаветы Датской, принцессы из дома Ольденбургов.
Гедвига была младшей сестрой короля Дании и Норвегии Кристиана IV, королевы Англии, Шотландии и Ирландии Анны, герцогини Брауншвейг-Вольфенбюттеля Елизаветы и герцогини Гольштейн-Готторпа Августы. Другой её старший брат, князь Шлезвиг-Гольштейна Иоганн был обручён с русской царевной Ксенией Годуновой.
В шесть лет принцесса потеряла отца. Её мать, став вдовствующей королевой, вместе с несовершеннолетними детьми, переехала во вдовий удел — поместье в Нюкёбинге. Гедвига часто гостила у деда по материнской линии в герцогстве Мекленбург и сопровождала мать в поездках к родственникам в Дании, Брауншвейге и Гольштейне.
Об образовании Гедвиги ничего не известно. По предположению филолога Мары Р. Уэйд принцесса могла владеть датским, немецким и французским языками, возможно, она знала латынь. Гедвига была воспитана в духе протестантского благочестия. Свидетели описывали её, как одну из самых красивых принцесс того времени. К шестнадцати годам, как член монаршей семьи, она успела поприсутствовать на королевских похоронах, четырёх королевских свадьбах — трёх старших сестёр и брата, а также при коронации последнего. Вскоре и сама принцесса, стараниями Анны Померанской, второй супруги деда по материнской линии, и вдовствующей герцогини Померании Эрдмуты Бранденбургской, была сосватана за племянника последней.

## Курфюрстина
2 сентября 1602 года Гедвига Датская прибыла ко двору жениха вместе с братом и матерью. За день до церемонии бракосочетания, в сопровождении жениха и брата, она участвовала в открытии представления на Эльбе с сиренами и другими обитателями легендарного подводного царства. В Дрездене в дворцовой капелле 12 сентября 1602 года принцесса сочеталась браком с двоюродным братом, курфюрстом Саксонии Кристианом II (23.09.1583 — 23.06.1611). На церемонии молодожёны и все придворные дамы были одеты в наряды из красного бархата. Свадебные торжества длились несколько дней и сопровождались театральными представлениями, турнирами, карнавалами и фейерверками.
Гедвига и Кристиан II много путешествовали, часто вместе охотились и принимали гостей при дворе в Дрездене. Курфюрстина сохранила тесное общение с матерью и другими родственниками, особенно, с королём Дании и Норвегии Кристианом IV, с которым состояла в переписке. Она неоднократно приезжала в Данию. При ней саксонский церемониал обогатился датской традицией проведения карнавалов. Большой интерес Гедвига проявляла к литературе. Она собрала солидную библиотеку, коллекцию гравюр на духовные темы и картинную галерею, в которой преобладали портреты. Курфюрстина поддерживала молодые таланты, которых приглашала ко двору. Особенное внимание ею уделялось развитию лютеранской церковной музыки. Она покровительствовала композиторам Михаэлю Преториусу и Генриху Шютцу; последний служил капельмейстером при дворе в Дрездене. Брак Гедвиги Датской был счастливым, но бездетным. Кристиан II умер в Дрездене после турнира 23 июня 1611 года. Причиной смерти курфюрста было алкогольное отравление.

## Вдовство и поздние годы

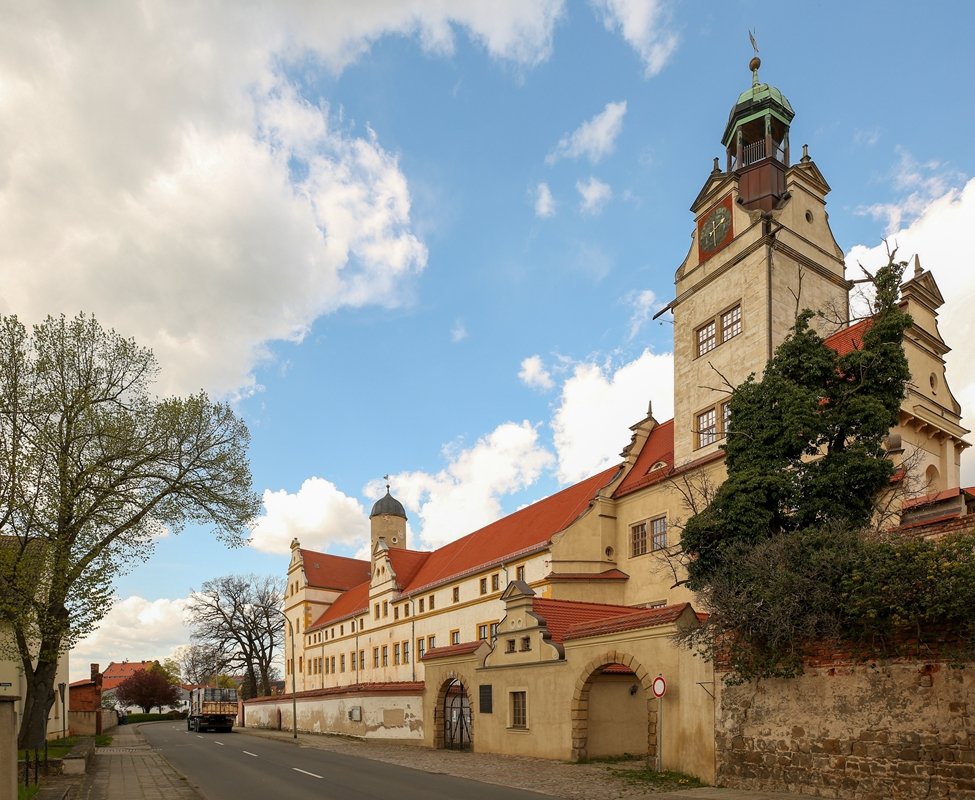
Замок Лихтенбург — резиденция вдовствующей курфюрстины

Гедвига поселилась в замке Лихтенбург, который, вместе с владениями Шлибен, Швейниц и Зайда, был выделен ей во вдовий удел. Вдовий замок был построен её тёткой и бабушкой покойного мужа, курфюрстиной Саксонии Анной Датской, в 1574—1582 годах. В августе 1617 года Гедвига отказалась от матримониального предложения эрцгерцога Фердинанда, будущего императора под именем Фердинанда II. Она также отказалась от предложения ландграфа Гессен-Дармштадта Людвига V и оставалась вдовой до конца жизни. Следующие тридцать лет Гедвига прожила в строгом благочестии. Она обычно вставала в три-четыре утра, молилась, одевалась и шла в специальную комнату, где час вслух читала Библию. По свидетельству духовника Гедвиги, она знала наизусть всю Псалтырь и Книгу Премудрости Иисуса, сына Сирахова. Четыре раза в неделю вдовствующая курфюрстина проводила молитвенные часы и слушала проповеди, содержание которых затем повторяла во время трапезы. Позднее она стала записывать понравившиеся ей фрагменты. Она часто повторяла: «Со всеми будь дружелюбен, только мало кому доверяй из тысяч. Потому что благонамеренность — это игра. Доверься благому Богу, и всё сложится. Он не обманет. Доверяющие Ему получают всё, что им нужно».
Методы вдовствующей курфюрстины по ведению хозяйства в своих владениях, например, она организовала торговлю солью, обеспечили ей стабильный доход, который позволил Гедвиге не только содержать достойный двор, но и заниматься благотворительностью. Она помогала малоимущим подданным и странникам, в том числе зерном и лекарствами. В ответ отказывалась принимать благодарность, говоря: «Это мой долг и моя обязанность — добиваться благополучия моих подданных. Даже если они не сделают того, что им причитается, я обязательно выполню то, что должно мне». Во время Тридцатилетней войны ей удалось получить от противоборствовавших сторон охранные грамоты (лат. Salva Guardi), которые сохранили владения вдовствующей курфюрстины от грабежа и последствий военных действий. Однако во время конфликта хозяйство Гедвиги понесло большие убытки. В это же время она выступала активной посредницей между дворами в Дрездене и Копенгагене, внося посильную лепту в укрепление союза между Саксонией, Данией, Брауншвейгом, Мекленбургом и Шлезвиг-Гольштейном. В 1628 году вдовствующая курфюрстина поддержала герцогов Мекленбурга в их конфликте с императором. Она ещё дважды посещала Данию: в 1631 году, прибыв на похороны матери, и 1634 году, став гостьей на свадьбе датского кронпринца с племянницей покойного мужа.
Овдовев, Гедвига продолжила заниматься коллекционированием и меценатством. Собрала большую коллекцию монет. Содержала зверинец с экзотическими животными. Возводила, ремонтировала и обустраивала лютеранские кирхи. Устроила браки трёх саксонских принцесс — Софии Элеоноры, Марии Елизаветы и Магдалены Сибиллы, дочерей курфюрста Иоганна Георга I, брата её покойного мужа. Гедвига приняла на воспитание осиротевшую мекленбургскую принцессу Анну Марию; воспитала при своём дворе многих других сирот. 9 июля 1630 года под номером шестьдесят пять она стала членом Добродетельного общества (нем. Tugendliche Gesellschaft), женского аналога Плодоносного общества (нем. Fruchtbringende Gesellschaft) — престижной литературной организации, которая способствовала развитию немецкого языка и литературы. Псевдонимом себе Гедвига выбрала слово, которое в переводе означает «Великая деятельница» (нем. die Großtätige), однако она не написала ни одного произведения. Как прежде, вдовствующая курфюрстина поддерживала немецких композиторов, сочинявших лютеранскую церковную музыку.
Вечером 17 ноября 1641 года Гедвига почувствовала недомогание, развившееся в тяжёлую болезнь. Поняв, что не выздоровеет, она пригласила духовника и приняла причастие. Вдовствующая курфюрстина скончалась в полдень в замке Лихтенбург 26 ноября 1641 года. Её останки, изначально захороненные в замке, 25 мая 1642 года были торжественно перезахоронены во Фрайбергском соборе.